# Медресе Дост Алам
Медресе Дост Алам — памятник архитектуры в городе Хива Хорезмской области Республики Узбекистан. Этот исторический объект, расположенный в пределах архитектурного памятника Ичан-Кала, был построен в 1882 году. Сегодня находится по адресу: МК «Ичан-Кала», улица Заргарлар, 26.
4 октября 2019 года постановлением Кабинета Министров Республики Узбекистан медресе Дост Алам включено в национальный список недвижимого имущества объектов материального культурного наследия. В настоящее время на праве оперативного управления государственного музей-заповедника «Ичан-Кала» является государственной собственностью.

## История
Медресе было построено на личные средства Дост Алама, служившего во дворце хивинского хана Мухаммад Рахим-хана II.Обычно в медресе обучались судьи. Медресе расположено в центре города рядом с медресе Араб Мухаммад-хана и было построено в конце 20 века. Это медресе имеет прямоугольную форму с минаретами по углам, главный фасад которого обращен на запад.
Это одноэтажное небольшое здание имеет прямоугольную форму, если смотреть сверху. Строительством этого медресе руководил Хадж Худойберган, а мастером был Каландар Кочим. В настоящее время в медресе действует мастерская резьбы по дереву. Юсуф Баяни упомянул об этом медресе, что «Дост Алам построил медресе».

## Новости о сдаче в аренду
В 2018 году было заявлено, что в аренду могут быть переданы 11 объектов, находящихся на балансе Государственной инспекции по охране и использованию объектов культурного наследия Хорезмской области. Среди них медресе Дост Алам, которое, по оценкам, требует вложений не менее 170 миллионов сумов. Также сообщается, что в настоящее время медресе находится в состоянии ремонта.